# Evin Ahmad
Evin Avin Ahmad, född 8 juni 1990 i Kista församling, Stockholms län, är en svensk skådespelare. Hon har haft roller vid teatern såväl som på film och TV. En av hennes första roller var som Yasmine i filmatiseringen av romanen Ett öga rött från 2007. Hon vann Kristallen 2023 som årets kvinnliga huvudroll för sin roll i Snabba cash (TV-serie).

## Biografi
Ahmads föräldrar är kurder. Hennes far är skådespelare från Sulaimani i Irak och hennes mor kommer från Efrin i Syrien. Evin Ahmad är uppvuxen i Akalla i Stockholm där hon bodde i 22 år.
Efter att ha varit ett par sedan 2015 gifte sig Ahmad år 2022 med skådespelaren Ardalan Esmaili. Tillsammans har de en son född 2024.

### Karriär
Ahmads första stora roll var när hon som 16-åring fick spela ”Guzzilago” i filmatiseringen av Jonas Hassen Khemiris Ett öga rött i regi av Daniel Wallentin.
Evin Ahmad har studerat vid Stockholms dramatiska högskola. Hon avlade examen 2015 och hennes examenspjäs Bangaren spelades senare även på Unga Klara, Uppsala Stadsteater och Stora Teatern i Göteborg. Bangaren utspelar sig i parken Nystad norr om Stockholm. Efter examen flyttade hon till Göteborg för jobb på Folkteatern där hon bland annat spelat Hamlet i regi och koreografi av Örjan Andersson.
Hon har också medverkat i Beck – Sjukhusmorden, en av Beck-filmerna vilka har regisserats av Mårten Klingberg och Stephan Apelgren, samt i humorserien 112 Aina på TV6. Ahmad har även medverkat i SVT:s serie Blå ögon i regi av Henrik Georgsson och Fredrik Edfeldt.
Hon har tidigare medverkat i TV-produktioner som Kommissarie Winter: Vänaste land i regi av Trygve Allister Diesen, Akalla i regi av Åsa Kalmér och "Lilla Al-Fadji-Show". Evin Ahmad har också medverkat i kortfilmer som Mazda i regi av Alexis Almström, Betongbarnet i regi av Piotr Marciniak och Mattias Silva, Bebådelse i regi av Jonas Moberg och Till slut i regi av Maria Hedman.
Evin Ahmad medverkar i Kjell Sundvalls långfilmskomedi I nöd eller lust (2015) samt i pjäsen X i regi av Farnaz Arbabi på Unga Klara i Stockholm. Pjäsen är en föreställning om att leva i Sverige med avstamp i att Sverige har en kolonial och rasistisk historia.
År 2017 hade hon en av rollerna i Helena Bergströms långfilm Vilken jävla cirkus. Samma år spelade hon huvudrollen Mirja i filmen Dröm vidare som kom att bli henens genombrott på vita duken. För sin insats i filmen nominerades hon till en Guldbagge i kategorin Bästa kvinnliga huvudroll vid Guldbaggegalan 2018. Inför Guldbaggegalan 2020 nominerades Ahmad återigen, denna gång i kategorin bästa kvinnliga biroll för sin medverkan i komedifilmen Ring mamma!. År 2021 spelade hon huvudrollen Leya i nyinspelningen av Jens Lapidus bok Snabba cash. TV-serien produceras av Netflix och utspelar sig tio år efter händelserna i filmserien med samma namn.
Ahmad har även spelat roller i internationella produktioner till exempel huvudrollen i den brittiska actionserien Who is Erin Carter? 2023 och den amerikanska actionfilmen Den of Thieves: Pantera (2024).
Hösten 2017 utgav hon romanen En dag ska jag bygga ett slott av pengar. Den 27 juli 2017 var hon värd för Sommar i P1.

## Filmografi (i urval)
- 2007 – Ett öga rött
- 2010 – Kommissarie Winter (TV-serie)
- 2013–2015 – 112 Aina (TV-serie)
- 2014 – Blå ögon (TV-serie)
- 2015 – Beck - Sjukhusmorden
- 2015 – I nöd eller lust
- 2015 – Livet i Mattelandet (TV-serie)
- 2017 – Dröm vidare
- 2017 – Cok me knas
- 2017 – Vilken jävla cirkus
- 2019 – Störst av allt (TV-serie)
- 2019 – Vår tid är nu (TV-serie)
- 2019 – Ring mamma!
- 2019–2020 – The Rain (TV-serie)
- 2020 – Tsunami (TV-serie)
- 2021–2022 – Snabba cash (TV-serie)
- 2021 – Max Anger – With one eye open (TV-serie)
- 2023 – Who is Erin Carter? (TV-serie)
- 2025 – Den of Thieves: Pantera
- 2025 – Vi kommer i fred (TV-serie)

## Teater

### Roller (ej komplett)
| År   | Roll | Produktion                            | Regi            | Teater                |
| ---- | ---- | ------------------------------------- | --------------- | --------------------- |
| 2015 |      | Drömmar David Iodice                  | David Iodice    | Folkteatern, Göteborg |
| 2015 |      | Revisorn? Nikolaj Gogol               | Frida Röhl      | Folkteatern, Göteborg |
| 2016 |      | De skyddsbehövande Elfriede Jelinek   | Yngve Dahlberg  | Folkteatern, Göteborg |
| 2016 |      | Folkbokförarna Alejandro Leiva Wenger | Frida Röhl      | Folkteatern, Göteborg |
| 2016 |      | Marie Antoinette Jens Ohlin           | Jens Ohlin      | Folkteatern, Göteborg |
| 2017 |      | Hamlet William Shakespeare            | Örjan Andersson | Folkteatern, Göteborg |

## Priser och utmärkelser
- 2017 – Medeapriset[17]
- 2017 – TCOs kulturpris[18]
- 2018 – Sten A Olssons kulturstipendium[19]
- 2022 – Shooting Stars Award vid Berlinale[20]